# Peelkant
Peelkant is een buurtschap in de gemeente Land van Cuijk in de Nederlandse provincie Noord-Brabant. Het ligt in het midden van de gemeente, een kilometer ten zuidwesten van de plaats Sint Anthonis. De Peelkant wordt gekenmerkt door een rij grote eikenbomen aan beide kanten van de weg. Aan de hand van de jaarringen wordt geschat dat deze bomen rond 1925 zijn geplant.

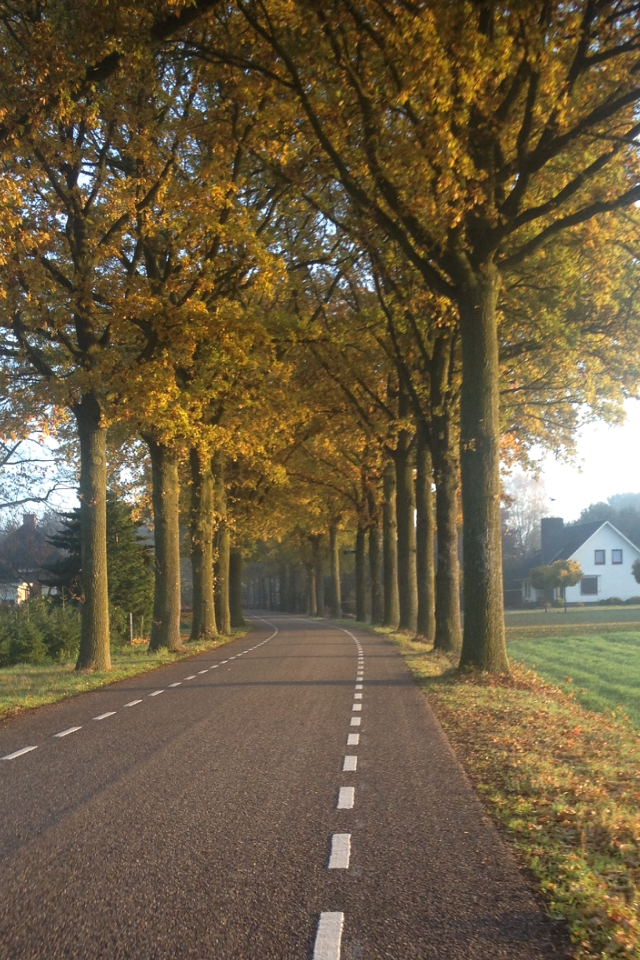
De Peelkant in Sint Anthonis

## Geschiedenis
Deze straat was vroeger de weg tussen Sint Anthonis en de Peel. Het meest naar Sint Anthonis gelegen deel van de straat werd vroeger ook wel "Leugenstaart" of "Leugestert" genoemd. De mini-camping op Peelkant 70 draagt nog steeds de naam "de Leugenstaert".
Aan het einde van de straat stond tot aan de jaren '60 van de twintigste eeuw een oud gasthuis, geheten café Hannes, van de familie Veldpaus. Dit was van oudsher de laatste plek waar reizigers konden uitrusten voordat zij het moerasgebied van de Peel betraden. Ook aan Peelkant 22 stond vroeger een café, geheten "De Peellantaarn". Later werd dit gebouw omgebouwd tot een woning.

Op de plek waar nu Peelkant 27 ligt woonde ook de in Sint Anthonis bekende Marten Peeters. Hij kwam op voor de belangen van de boeren in de gemeente. Hij was wethouder en bekleedde vele andere functies. De straat Marten Peetershof in Sint Anthonis werd naar hem vermoed.

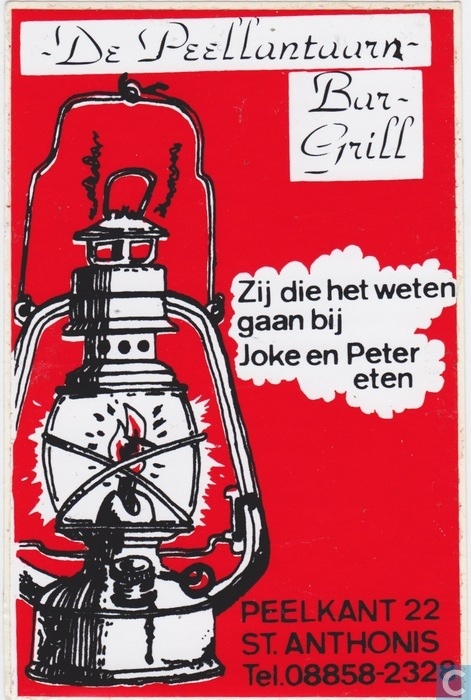
Oude advertentie voor 'De Peellantaarn'

In 2007 publiceerden Sjaak Arts en Astrid Arts hun boek "De Achterste Peelkant," dat verhalen vertelt over de families die in de naoorlogse generatie op het meest naar de Peel gelegen deel van de Peelkant woonden.

## Buurtvereniging
De straat vormt samen met de straten Herreweijer, Het Buske en Blauwstraat sinds 22 april 1998 buurtvereniging De Leugestert. De initiatiefnemers van de vereniging waren Karin Cornelissen en Anja Sommers. Tijdens de oprichtingsvergadering werd gesproken over de namen 'Peelrander' en 'Leugenstaart', waarna de tweede werd gekozen. De uiteindelijke naam van de vereniging werd 'De Leugestert', zoals in het Sint Tunnis dialect.

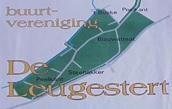
Het logo van de buurtvereniging

Sindsdien organiseert de buurtvereniging verschillende jaarlijkse activiteiten voor de leden, waaronder een brunch voor de 55-plussers, een rikcompetitie, een barbecue en een nieuwjaarsborrel. Verder gaf de vereniging tot 2010 driejaarlijks en sindsdien tweejaarlijks het buurtkrantje "het Leugestertje" uit. Daarin worden familieberichten, ingezonden stukken van bewoners, stukken over de dorpsraad en buurtnieuws vermeld. In het verleden deed de vereniging ook mee aan het wijken-voetbaltoernooi van de dorpsraad, de carnavalsoptocht van carnavalsvereniging D'n Uutlaot en organiseerde het zelf fietstochten, een jeu-de-boulestoernooi en een sinterklaas- en paasmiddag voor de buurtkinderen.

## Monumenten en bezienswaardigheden
- De Vloetse Hoeve

Van deze monumenten staat de Vloetse Hoeve op de officiële monumentenlijst. Zie ook de Lijst van rijksmonumenten in Sint Anthonis en de Lijst van beelden in Sint Anthonis.
1. ↑  ANWB Topografische Atlas Noord-Brabant (2005) - kaart 54 189-403 ISBN 90-18-02128-8.
2. ↑  Janssen, M., Raaijmakers, G. & Weerts, T. (2018). Het Leugestertje, jaargang 21.
3. ↑  Mini-camping De Leugenstaert, geraadpleegd op 19 oktober 2018.
4. ↑  Mahler, M., Arts, J. & Arts, A. (2014). Vlagberg.
5. ↑  Arts, A. & Arts, J. (2007). De Achterste Peelkant, "buurt."
6. ↑  Baltussen-Arts, E. & Sommers, M.  (1999). Buurtkrant Het Leugestertje, jaargang 2.
7. 1 2 3  Baltussen-Arts, E., Sommers, M. (november 1998). Buurtkrant Het Leugestertje.

Dorpen: Beers · Beugen · Boxmeer · Cuijk · Escharen · Gassel · Grave · Groeningen · Haps · Holthees · Katwijk ·  Landhorst · Langenboom · Ledeacker · Linden · Maashees  · Mill · Oeffelt · Oploo · Overloon · Rijkevoort · Sambeek · Sint Agatha · Sint Anthonis · Sint Hubert  · Stevensbeek · Velp · Vianen · Vierlingsbeek · Vortum-Mullem  · Wanroij · Westerbeek · Wilbertoord
Buurtschappen: De Berg · Blauwenhoek · De Boer · Borneo · Broekkant · De Bolt · Bruggen · De Dellen · Dommelsvoort · Driehoek · Ewinkel · De Gagel · Haart · Ham · Hank · Haring · Heeswijk · Heihoek · Heikant (Overloon) · Heikant (Sambeek) · Heikant (Sint Anthonis) · Helbroek · 't Herselt · De Hoef · Den Hoek · Hoeven · Hoogeind (Oeffelt) · Hoogeind (Rijkevoort) · Huij · Hulsbeek · Klein-Vortum · Krolhoek · Laageind · Meeren · Molengat · 't Muurke · Lamperen · Nieuw-Gassel · Noord · Noordkant · Op den Bosch · Oude Waranda · Papenvoort · Park · Peelkant · Peelstraat · De Plaats · Putselaar · Rijkevoort-De Walsert · De Rijtjes · Rondveld · Schafferden · Spekklef · Startwijk · Toven · Tuuthees · Ullingen · Verlorenhoek · Vlagberg · Werveld · 't Zand · Zandkant · Zevenhutten · Zuid Carolina
Noord-Brabant: Steden en dorpen      Nederland: Provincies · Gemeenten